# Кеккерман, Варфоломей
Варфоломей Кеккерман (Бартоломей Кеккерман) из Данцига (пол. Bartłomiej Keckermann; 1573—1609) — богослов, реформаторский схоластический философ, автор одной из первых работ по истории логики, известный своим аналитическим методом.

## Учение
Кеккерманн считается основателем «аналитического метода», который стремится к энциклопедическому порядку доступных знаний в симбиозе теологии и философии. Он взял на вооружение теории познания Рудольфа Агриколы, Филиппа Меланхтона, Джакомо Забареллы и Петра Рамуса, обобщив их в рационально определенную систему. Аналитический метод развился как фундаментальная наука для всех знаний.

## Сочинения
- Praecognita logicae. 1599. — «Предварительные сведения по логике». Содержит очерк истории логики.
- Systema logicae. 1600. — «Система логики».
- Systema compendiosum totius mathematices, 1602.
- Systema disciplinae politicae, 1606.
- Systema logicae minus, 1606.
- Contemplatio gemina de loco et terra motu, 1607.
- Systema politicae et oeconomiae, 1607.
- Disputationes politicae, 1608.
- Apparatus practicus sive idea methodica et plena totius philosophiae practicae, 1609.
- Scientiae Metaphysicae Systema, 1609.
- Systema ethicum. 1610. — «Этическая система».
- Systema astronomiae compendiosum, 1611;
- Systema geographicum, 1612.
- Systema logicae plenioris, 1612.
- Systema physicum, 1612.
- Systema praeceptorum logicorum, 1613.
- Systema systematum, 2 Bd., 1613;

Его «Opera omnia» опубликована в Женеве (1614).